# Apanteles oenone
Apanteles oenone är en stekelart som beskrevs av Nixon 1965. Apanteles oenone ingår i släktet Apanteles och familjen bracksteklar. Inga underarter finns listade i Catalogue of Life.